# Gràcies a Déu
Gràcies a Déu (francès: Grâce à Dieu) és una pel·lícula dramàtica francobelga del 2019 dirigida per François Ozon. La pel·lícula és protagonitzada per Melvil Poupaud, Denis Ménochet i Swann Arlaud com a tres víctimes d'abús d'un sacerdot catòlic que estan a punt de posar al descobert els abusos sexuals amagats per l'Església catòlica. S'ha doblat al valencià per a À Punt; també s'ha subtitulat al català central.
Es va estrenar al 69è Festival Internacional de Cinema de Berlín i va guanyar el Gran Premi del Jurat. La pel·lícula es va estrenar a França el 20 de febrer de 2019 i a Bèlgica una setmana després, i va rebre elogis de la crítica.